# 卡菲利郡級自治市
卡菲利（英語：Caerphilly）是英国威尔士南部的一个自治市，成立于1996年4月1日，面积共278平方公里，人口为178,800人，首府为亨戈伊德，最大的城市为卡菲利镇。